# Мокричник причорноморський
Мокричник причорноморський (Minuartia euxina) — вид квіткових рослин родини гвоздикових (Caryophyllaceae).

## Біоморфологічна характеристика
Це багаторічна рослина 10–20 см заввишки. Стебла скрізь густо запушені. Чашолистки до 5 мм завдовжки. Насіння з добре помітними, тумбоподібними, тупуватими горбками.

## Поширення
Ендемік Криму.
В Україні вид росте на кам'янистих схилах та скелях — у передгірній ч. Криму та на Карадазі